# Новіков Олексій Володимирович
Олексій Володимирович Новіков; (Гуляйполе, Запорізька область, Україна — 17 вересня 2022, Довгеньке, Ізюмський район, Харківська область, Україна) — Старший сержант Збройних сил України, учасник російсько-української війни.

## Життєпис
Олексій народився у Гуляйполі Запорізької області. Сім років пропрацював рятувальником в ДСНС в Запоріжжі. З 2015 року пішов добровольцем до лав ЗСУ.
Під час повномасштабного вторгнення брав участь в обороні Сумщини, згодом визволенні Харківської області. Був командиром мінометного взводу.
Загинув 17 вересня 2022 року поблизу населеного пункту Довгеньке Харківської області. Внаслідок підриву на протитанковій міні Олексій отримав травми несумісні з життям.

## Нагороди
За сім років служби Олексій був відзначений нагородами: 
- «Учасник АТО»,
- «За зразкову службу»,
- «93 ОМБр»,
- "За взірцевість у військовій службі"ІІІ ступеня,
- медаллю: «За військову службу Україні»,
- а також орденом: "За мужність"ІІІ ступеня (посмертно).